# فالک‌کوخ
فالک‌کوخ (به هلندی: Valkkoog) یک روستا در هلند است که در اسخاخن واقع شده‌است. فالک‌کوخ ۱۶۰ نفر جمعیت دارد.